# Urbano Ferreiroa
Urbano Ferreiroa (f. 1901) fue un presbítero, escritor e historiador español.

## Biografía
Presbítero, fue doctor en Teología, dignidad de chantre en Valladolid y Valencia y camarero de honor de su santidad, además de miembro correspondiente de la Real Academia de la Historia. Fue autor de notables obras histórico-religiosas. En 1893 dirigió en Valladolid la revista Soluciones Católicas, que trasladó posteriormente a Valencia. También colaboró en La Ilustración Católica. Falleció en Orense el 21 de febrero de 1901.